# Stuart Blair Donaldson
Stuart Blair Donaldson (né le 5 septembre 1991) est un homme politique du Parti national écossais (SNP). Il est député pour Aberdeenshire Ouest et Kincardine de 2015 à 2017.

## Jeunesse
Donaldson est né dans le nord-est de l'Écosse. Il est le fils de Maureen Watt (en) MSP, ministre écossaise de la Santé publique, et le petit-fils de Hamish Watt.
Il fait ses études à l'école primaire Durris et à l'Académie Banchory. Il fréquente l'Université de Glasgow et obtient une maîtrise ès arts (MA) en 2013.

## Carrière politique
Après l'obtention de son diplôme, Donaldson travaille comme adjoint parlementaire pour Christian Allard MSP,.
Aux élections générales de 2015, il est élu député de West Aberdeenshire et Kincardine. Il a 23 ans, ce qui fait de lui l'un des huit députés du Parti national écossais de moins de 30 ans. Il perd son siège en 2017, à 25 ans, au profit du conservateur Andrew Bowie.
En 2018, Donaldson rejoint l'équipe des affaires publiques de la Campaign for Real Ale, basée à son siège social à St Albans.